# Christian Wilhelm von Brandenburg

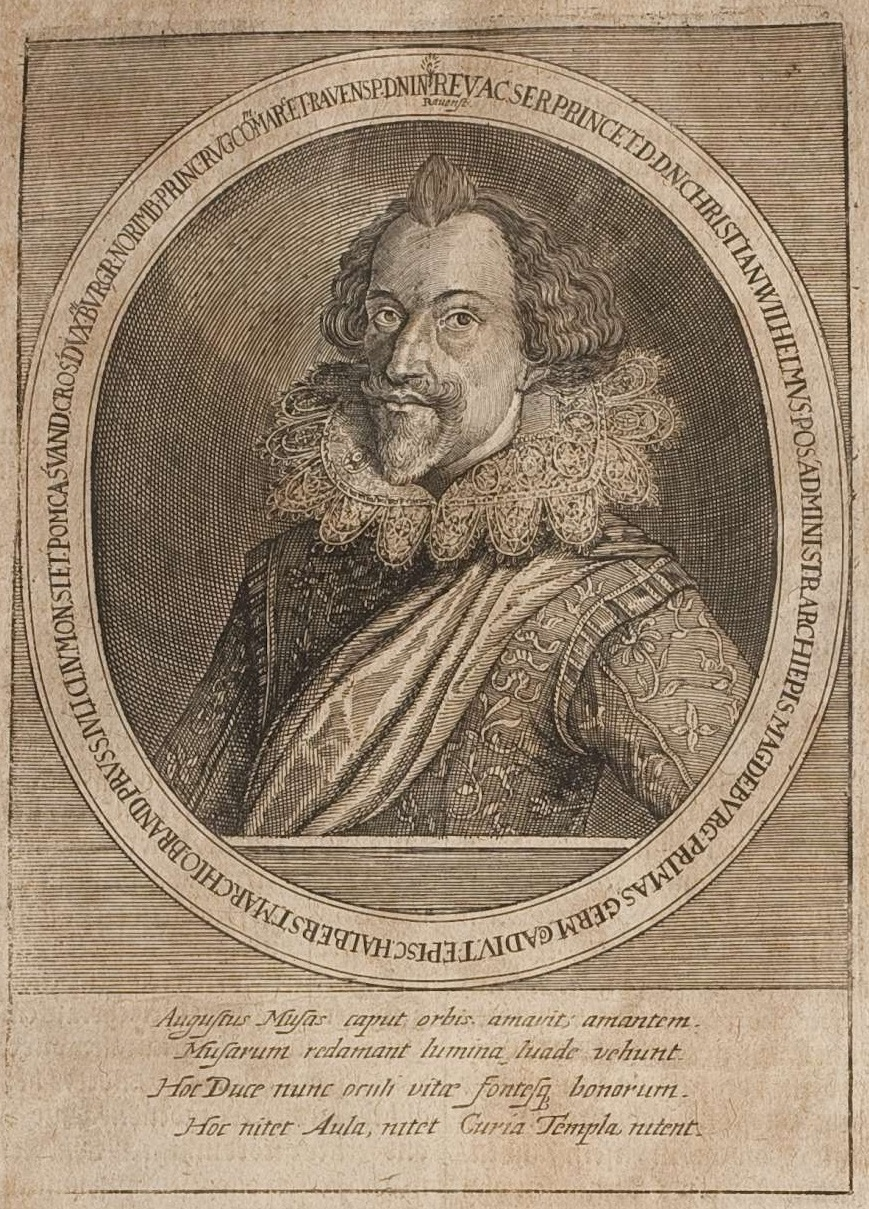
Christian Wilhelm von Brandenburg in Matthäus Merians Theatrum Europaeum (II 1633, S. 233)

Christian Wilhelm von Brandenburg (* 28. August 1587 in Wolmirstedt; † 1. Januar 1665 im Kloster Zinna) war ein Markgraf von Brandenburg und regierte von 1608 bis 1631 als Administrator von Magdeburg.

## Leben
Christian Wilhelm war ein Sohn des Kurfürsten Joachim Friedrich von Brandenburg aus dem Hause Hohenzollern und der Katharina, Tochter des Markgrafen Johann von Brandenburg-Küstrin.
Er wurde 1598 mit zehn Jahren als Administrator des Erzstifts Magdeburg postuliert. Nach Maßgabe der Wahlkapitulation des Kurfürsten Joachim Friedrich vom 24. März 1598 sollte er die Regierungsgeschäfte erst an seinem 21. Geburtstag übernehmen. Von 1598 bis 1608 wurden die Regierungsgeschäfte vom Domkapitel Magdeburg geführt. 1614 nahm er anlässlich seiner Verheiratung den Titel eines lutherischen Administrators an. In demselben Jahr wurde er Koadjutor und 1624 auch Administrator von Halberstadt. Die Stadt Magdeburg erkannte Christian Wilhelm allerdings für ihr Gebiet nicht an, da sie für sich die Reichsunmittelbarkeit reklamierte; dabei bediente sie sich des Umstands, dass Christian Wilhelm die Bestätigung des katholischen Kaisers fehlte.
Während des Dreißigjährigen Kriegs ging er ein Bündnis mit Dänemark ein, übernahm 1626 beim niedersächsischen Kriegsheer ein Kommando, kämpfte in der Schlacht an der Dessauer Brücke mit, wurde dann von Wallenstein geschlagen und verjagt und 1631 vom Domkapitel abgesetzt.
Christian Wilhelm flüchtete ins Ausland, zuletzt 1629 nach Schweden zu Gustav Adolf, mit dem er 1630 zugleich wieder deutschen Boden betrat. Er erlangte durch das Versprechen schwedischen Beistandes seine Aufnahme in die Stadt Magdeburg; seine Versuche aber, das Erzstift wiederzuerobern, missglückten und er wurde 1631 bei der Eroberung Magdeburgs gefährlich verwundet, in das Pappenheimsche Lager abgeführt und trat 1632 in der Gefangenschaft zur katholischen Kirche über. Diesen Schritt sollte die in seinem Namen erschienene Schrift Speculum veritatis rechtfertigen. Er wurde hierauf auf freien Fuß gesetzt und im Prager Frieden 1635 wurde ihm aus den Einkünften des Erzstifts Magdeburg jährlich eine Summe von 12.000 Talern zugesprochen. Im Westfälischen Frieden 1648 erhielt er stattdessen die Ämter Loburg und Zinna. 1651 kaufte er die Herrschaft Neuschloß in Böhmen.

## Ehen und Nachkommen
Christian Wilhelm war dreimal verheiratet. Zuerst heiratete er am 1. Januar 1615 in Wolfenbüttel Dorothea (1596–1643), eine Tochter des Herzogs Heinrich Julius von Braunschweig-Wolfenbüttel; dann am 22. Februar 1650 in Prag Barbara Eusebia († 1656), eine Tochter des Grafen Jaroslav Borsita von Martinic; seine dritte Ehe schloss er schließlich am 28. Mai 1657 in Prag mit Maximiliane (1608–1663), Tochter des Grafen Weichard von Salm-Neuburg und Witwe von Maximilian von Waldstein.
Nur aus seiner ersten Ehe ging ein Kind hervor:
- Sophie Elisabeth (1616–1650)
 ⚭ 1638 Herzog Friedrich Wilhelm II. von Sachsen-Altenburg (1603–1669)